# Silvano Soares dos Santos
Silvano Soares dos Santos (Três Passos,15 de agosto de 1929 - Humaitá, 25 de julho de 1970) foi um agricultor nascido no interior do Rio Grande do Sul que participou dos movimento de oposição a ditadura civil-militar brasileira Movimento Revolucionário 26 de março de 1965 (MR-26), Guerrilha de Três Passos e do Grupo dos Onze, foi preso e torturado o que fragilizou seu estado de saúde ao ponto de falecer.

## História
Silvano Soares dos Santos nasceu no distrito de Campo Novo, localizado no município de Três Passos no RS em 15 de agosto de 1929. Filho do casal Malvina Soares dos Santos e Antônio Vieira dos Santos, produtores rurais na região gaúcha. Se tornou agricultor, assim como os seus pais, e durante a ditadura civil militar brasileira participou da oposição como parte do Movimento Revolucionário 26 de março de 1965 (MR-26), foi parte da Guerrilha de Três Passos e do Grupo dos Onze. Tinha dois irmão: Alberi Vieira dos Santos e José Soares dos Santos, que também fizeram parte das militâncias contra o sistema ditatorial da época nas chamadas ligas camponesas.
Silvano é ligado como uma das liderança nas lutas camponesas que aconteceram durante aquele período como pertencente ao Rio de Janeiro, apesar de todos os outros documentos o conectarem apenas com cidades no sul do Brasil como Porto Alegre, Curitiba e Humaitá.
Casado com Constância dos Santos, que trabalhava como doméstica, os dois moravam na área rural do interior do sul do Brasil, onde parte dos acontecimentos de sua história que o levaram para a morte ocorreram.
Sua história está ligada a luta sobre terras que aconteceram durante aquele período de exceção, o que resultou nas prisões e torturas que sofreu, e consequentemente sua morte.
Silvano sozinho faleceu em sua casa no dia 25 de julho de 1970 na cidade de Humaitá no Rio Grande do Sul, o corpo foi encontrado já frio.
As ligas camponeses que lutaram contra a ditadura se diferem nas histórias tradicionais sobre o período pois eram mais facilmente apagadas da memória popular, uma vez que, da mesma maneira que em outros lugares do interior do Brasil, jagunços e milícias caçavam os militantes e os matavam antes mesmo da polícia ir atrás para efetuar prisões.

## Morte
No dia 25 de outubro de 1970, Silvano estava em sua casa e em decorrência de sua saúde física e mental após serem abalados pelas abusos psicológicos e a tortura física que sofreu pelas forças oficiais da época durante os momentos em que ficou preso pela sua participação na Guerrilha dos Três Passos(RS) movimento que era liderado por Jefferson Cardim Osório, um ex-coronel.
"Caquexia" é o que indica como causa da morte na certidão de óbito de Silvano Soares do Santos, síndrome onde a pessoa perde peso de forma excessiva, há atrofia muscular, fadiga, incluindo em grande parte dos casos insuficiência cardíaca ou renal com pacientes com câncer terminal. De acordo com a esposa do militante, Constância dos Santos, o marido já havia perdido a memória em razão da tortura que sofreu em 1965. Constância no dia 13 de março de 1997, contou para a Comissão Especial de Mortos e Desaparecidos Políticos que Silvano já havia sido levado cinco vezes ao Hospital Psiquiátrico de Porto Alegre, porém ao invés de melhorar, a situação da saúde do marido piorava cada vez mais. As torturas que sofreu durante a prisão acabaram por gerar consequências permanentes e por fim um derrame cerebral.
Em sua última passagem pela prisão, o militante foi levado e internado no Hospital Psiquiátrico Adauto Botelho. Esse último trauma fez com que Silvano quisesse viver sozinho, decidiu por abandonar sua família e se exilar, num casebre em Sede Nova no RS, onde acabou por falecer algum depois depois em junho de 1970. Durante os anos de 1965,1966 e 1967, Silvano foi preso diversas vezes em algumas cidades do sul do Brasil como Porto Alegre(RS), Curitiba(PR) e Foz do Iguaçu(PR). Em dezembro de 1967 foi julgado na prisão provisória de Curitiba(PR) e foi absolvido na Auditoria da 5ª Região Militar. Os problemas mentais se iniciaram após sua primeira prisão e a cada tortura que passava, sua situação se agrava. O delegado de Campo Novo, Saulo Maceso de Almeida, contou que o período pós prisão no Paraná, Silvano já voltou para casa três meses depois sofrendo de "faculdades mentais".
Um colega chamado Valdetar Antônio de Dorneles contou que Silvano e ele faziam parte da mesma guerrilha e que um dia 10 homens , incluindo SIlvano, se apresentaram nas Forças Regulares, onde foram amarrados em carrocerias de caminhões e levados para o 1º Batalhão de Fronteira de Foz do Iguaçu. Chegando lá sofreram ainda mais torturas como serem pendurados nas grades da prisão, presos pela nuca e batidos contra a parede, ações que intensificaram o processo de deterioração da sanidade e saúde mental, nesse processo ele ficava dias sem conversar com ninguém, perdia a memória e perdia sangue, esses fatores foram alguns dos motivos físicos pelos quais a mente de Silvano ficou em uma situação delicada, ainda sofria com os abusos psicológicos dos torturadores que mexiam ainda mais com sua capacidade mental.
O trauma foi tão intenso que Silvano nunca conseguiu voltar as relação normais, a rotina e suas as obrigações diárias como agricultor, nem se acostumar com sua família, o convívio social para ele era afastado e suas experiências negativas comandavam como sua mente estava processando as informações. Ele foi encontrado numa manhã, com o corpo já rígido dando a entender que já havia um tempinho que estava ali morto. O registro de ocorrência emitido pela polícia civil no dia 24 de junho de 1970 coloca que nenhuma assistência médica foi dado no dia anterior e que não era possível ser preciso com o porque que o militante morreu. Silvano Soares dos Santos teve seu corpo enterrado em um cemitério em Sede Nova, na cidade de Humaitá no Rio Grande do Sul.
Os familiares do gaúcho fizeram um documento requerendo a Comissão de Anistia que Silvano ficou preso no dias 17 de maio em Foz do Iguaçu(PR), entre os dias 14 de maio a 4 de junho de 1966 em Porto Alegre(RS), e a última vez aconteceu entre dezembro de 1966 até 7 de julho de 1967 na prisão provisória de Curitiba(PR), onde foi julgado e absolvido pela Auditoria da 5ª Região Militar. E que dessas datas, o sofrimento causado pelos agentes foi a razão dos problema psicológicos que desenvolveu e que se agravavam com o tempo. Ou seja, para ser reconhecido como vítima daquele processo cruel, os parentes precisaram ir atrás de justiça para salvar o legado de seu nome.

## Guerrilha de Três Passos
Silvano Soares dos Santos fazia parte da Guerrilha de Três Passo, no qual era imposto por três militares e 20 agricultores que lutavam contra a ditadura civil-militar Brasil. Sua ação mais citada nos documentos foi esconder os outros guerrilheiros no sítio onde morava e ser o irmão de Alberi, que foi um nome importante na liderança da guerrilha. Os jornais da época ligavam essa guerrilha com financiamento do ex-deputado que tinha sido exilado no Uruguai e na Bolívia, Leonel Brizola, e de que teria recebido apoio de Cuba para operação armada.

## Comissão Nacional da Verdade
A morte de Silvano é considerada resultado de parte das crueldades ocorridas no  período da ditadura. Para conclusão das razões sobre sua morte, a Comissão Nacional da Verdade, fez com que fossem analisados 9 documentos, traçando sua trajetória como guerrilheiro até sua morte, investigando os envolvidos para que pudessem ter punição pelos atos, porém no caso desse agricultor não foi ligado a nenhuma pessoa que pudessem buscar justiça.
No dia 9 de fevereiro de 2010, a Comissão de Anistia do Ministério da Justiça, declarou Silvano anistiado político post mortem. Logo depois, a Comissão Nacional da Verdade, em 30 de junho de 2014, reconstruiu a história do movimento que participava, o MR-26, numa sessão na cidade de origem dos fatos: Três Passos(RS).
Como parte das conclusões, após verificação e investigação dos casos, da Comissão Nacional da Verdade, Silvano Soares da Silva não morreu de causas naturais, e sim em decorrência das torturas psicológicos e abusos físicos de que sofreu durante as prisões que passou por fazer parte do movimento da Guerrilha de Três Passos. Esses acontecimentos levaram sua saúde mental a ficar alterada e em 1965 foi internado pela sua condição. Em 1967, foi absolvido em julgamento  porém as suas circunstâncias psicológicas já estavam em condições ruins, assim até o dia de sua morte ficou preso em si mesmo. Sua morte ocorreu em sua residência, sem assistência médica. Para a comissão, é um a morte foi colocada no contexto de "sistemáticas violações de direitos humanos promovida pela Ditadura Militar", a recomendação foi de continuar as investigações para identificação e responsabilização dos agentes envolvidos.
Apesar dessa informação, o site dos Desaparecidos Políticos, consta que foi ele foi morto no 2º andar do Batalhão de Fronteiras no Rio Grande do Sul enquanto estava na clandestinidade.

## Pesquisa
A Universidade Federal do Paraná, UFPR, realizou um estudo de caso sobre as ligas camponesas na luta contra o regime militar da época. Neste documento consta que as ações de Silvano foram de maior relevância em Campo Novo, em Humaitá RS, em março de 1965, e que em decorrência dessa ação está morto. Além disso, é citado como liderança ou parte integral de relevância para tal ação. Esse estudo lidou com uma lista de mais de mil casos sobre camponeses e apoiadores mortos ou desaparecidos durante o período de 1961 até 1988, e a partir do acesso dos direitos cedidos pela justiça  pela Lei 9.140/1995.

## Homenagens
Em 2014, seu nome fez parte da lista de homenageados da Câmara dos Deputados sobre mortos e desaparecidos daquele período, como forma de manter viva a memória dos opositores ao regime. Na cerimônia foi destacado a importância das diferenças e a beleza da liberdade. O discurso também defendeu a desmilitarização da polícia e defensão os autos de resistência, fazendo a conexão desses assuntos atuais com a situação na qual o país viveu durante 21 anos.